# Луций Юлий Руф
Луций Юлий Руф (лат. Lucius Iulius Rufuso) — римский политический деятель и сенатор середины I века.
В 67 году Руф занимал должность ординарного консула вместе с Фонтеем Капитоном. Больше о нём не сохранилось никаких сведений.